# イクノ・アムラク
イクノ・アムラク（アムハラ語: ይኵኖ አምላክ、Yekuno Amlak、？ - 1285年6月19日）は、エチオピアを支配したソロモン家の創始者で、一時中断するものの1975年まで続くエチオピア帝国の初代皇帝（在位：1270年 - 1285年）である。イェクノ・アムラクやユクノ・アムラクとも称される。その先祖をたどるとアクスム王国の最後の王、デイルナードに繋がるとされている。

## 生涯
その事跡については、ほとんどが口承伝承で伝わっている。共通しているのは、母親は、サガラット地方、現在のアムハラ地方のDessie Zuria woredaに当たる場所を支配したアムハラ人の首長に仕える女奴隷であったという。イクノ・アムラクはエチオピア高地でもやや東よりに位置するハイク湖（Hayq）、アンバ・セルの近くにあるイスティファノス修道院で教育を受けた。イスティファノス修道院では、聖テクレ・ハイマノット（英；Takla Haymanot）が彼を教育したという。また聖テクレ・ハイマノットは、イクノ・アムラクがザグウェ朝を倒すのに協力したとされる。しかしこれについては、イギリスの歴史家G.W.B.ハンティングフォードは、聖職者たちが政治的に深い役割を果たしたとしたら、ソロモン朝と関係の深かったイスティファノス修道院長のイエズース＝モアによって美化された話であると批判する。
伝承では、イクノ・アムラクは、ザグウェ王ザ・イルマクヌン（Za-Ilmaknun,「知られていない」、「隠された」の意味）によって獄につながれていたが首尾よく逃走に成功し、自分の本拠であるアムハラ、ショアで支援者たちをあつめて軍隊を組織し、1268年から反乱を起こした。そして1270年にザグウェ朝を滅ぼしたとされる。その当時のザグウェ王については、タディセ・タムラト（Taddesse Tamrat）は、呪われた記録として公式の記録からは削除されているが、ヤットバラクではないかとする。ただし、最近のウェッロ（Wollo）地方の年代記作者ゲタチュー・メコーネン・ハサン（Getatchew Mekonnen Hasen）によるとナクト・レアブ（Na'akueto La'ab ないしNakuto Le Ab）に違いないとする。
イクノ・アムラクがザグウェ朝を倒すだけの力を持つためには、アムハラとショア地方のキリスト教徒だけでなく、イスラム教勢力とも手を組んでいたようである。その傍証として、彼を描いた画像の中にムスリムと奴隷に囲まれて玉座についている画像があること、またマムルーク朝のスルターン、バイバルスに送った手紙に、「スルタンのつつましいしもべ」と自称し、自らの机下に多くのイスラム騎兵がいることを述べていることからもうかがえる。
その治世の間にイクノ・アムラクは、アベイ川の南方に勢力を持っていたダモト王国と争い続けていた。イクノ・アムラクに関する記録でより確実なものは、彼の帝国と交流関係のあった他国の記録である。E.A.ウォリス・バッジは、イクノ・アムラクは、東ローマ帝国皇帝のミカエル8世と書簡を交わすだけでなく、贈り物として何頭かのキリンを贈っているという。
また、近隣のイスラム勢力とも友好関係を保っていた。ただし、エチオピア正教会よりAbuna（主教）の称号を与えられていることから、深くかかわるのは避けている。また前述のようにバイバルスにも何度か書簡を送っている。バイバルスは当時エチオピア正教会の最高権威者であるアレクサンドリア総主教に対して宗主権を持っていた。1273年にバイバルスによって新しい主教が立てられた。しかし、この書簡はイクノ・アムラクの最初の要求ではなかったようで、書簡が届いていない時点で、イエメンのスルタンによってカイロに派遣した使者の旅程が妨げられたことについて抗議しているからである。
タムラトによると、イクノ・アムラクの息子はシリアの司祭であったが、アレクサンドリアの総主教にかまってもらえなかったという。タムラトは、当時アレクサンドリアとアンティオキアの総主教は、エルサレム総主教の叙任を巡って争っていたという。もともとエルサレムの主教の叙任は、アンティオキア総主教の特権であった。アンティオキア総主教イグナティウス3世ダヴィドは、エチオピアの巡礼者の主教として扱われ、叙任された。このことが叙任をめぐる議論の発端となった。
巡礼者がエチオピアの主教の地位を得ていたとは思えないが、コプト正教会の主教がイクノ・アムラクに、彼の帝国へ来ているシリアのコプト正教会の支持者に頼るよう強いるようなことは無かったとみられる。
イクノ・アムラクは、ラリベラの近くにゲネテ＝ミリアム教会（Church of Gennete Maryam）を建設するように命じている。この教会堂の壁画は、エチオピアに残された壁画の中でも最古の年代に属するものである。ムスリムにも支えられていたものの、熱心なキリスト教徒であり、教会堂の建設を奨励し、寄進した土地は、領土の1/3とも伝えられている。
アムラクの崩御後、2代目皇帝としてソロモン1世が即位したが、その治世は不安定であったとされる。その後、後継者争いが勃発して国は乱れたが、アムラクの孫のアムダ・セヨン1世が帝位に就くことで政治的混乱は収束した。